# Disdar

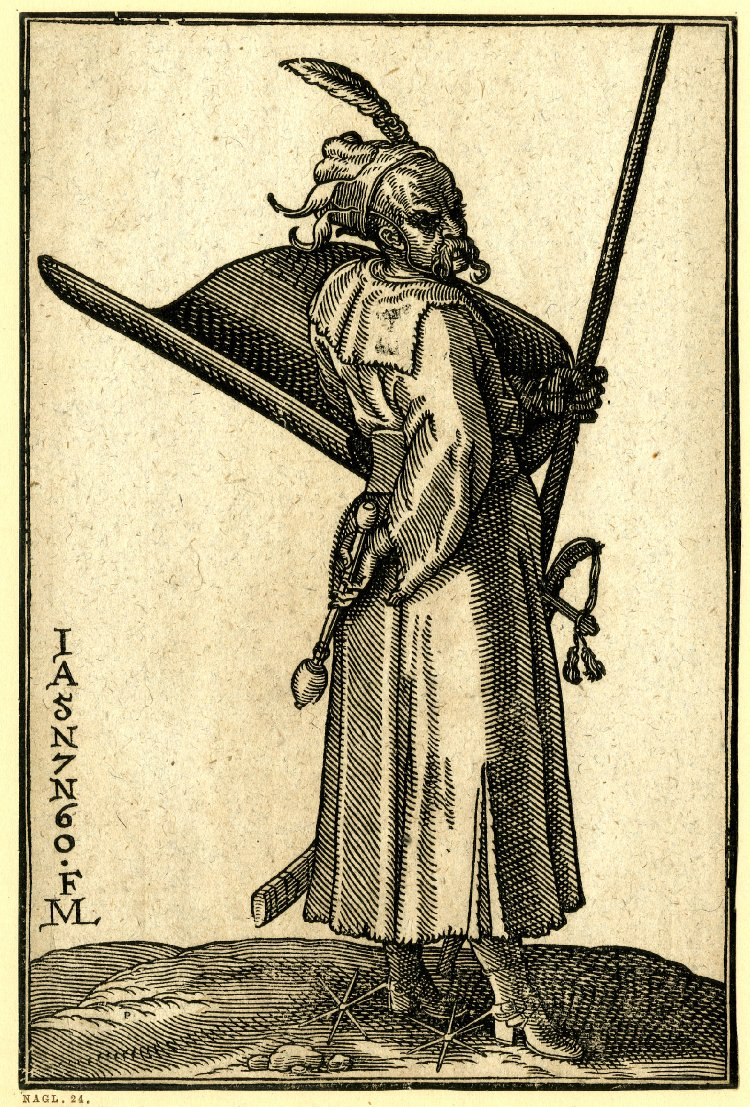
Le disdar ottoman du XVIe siècle (auteur : Melchior Lorck)

Le disdar (persan : دزدار ; turc : dizdar, kale muhafızı) est le titre donné dans l'Empire ottoman à un gardien de château ou commandant de forteresse, nommé pour gérer les troupes et maintenir la forteresse dans son rôle de point de défense.
Le mot est d'origine persane, signifiant portier, gardien, garde ou châtelain. Elle s'est propagée vers l'ouest à la suite de la conquête ottomane des Balkans.
Le disdar commande l'unité militaire dans la forteresse, mais en même temps il est responsable de la colonie (village ou ville) sous ou autour de celle-ci, car le but de la forteresse est de défendre la zone.
En tant que commandant, le disdar possède un adjoint, appelé chekhaya (turc : kâhya), et d'autres subordonnés (par exemple yasakci). Ses supérieurs sont le capitaine, le sanjakbeg et d'autres officiers supérieurs de l'armée. Il commande des janissaires pour remplir ses fonctions.
En 1839 après les réformes du Tanzimat, l'Empire ottoman abolit les capitaineries ; les titres comme capitaine et Le disdar cessent d'exister.